# Marina Green
Marina Green est le nom d'un parc public de San Francisco en Californie. Il s'étend sur 300 000 m2 entre Fort Mason et le Presidio. Il s'ouvre sur la Baie de San Francisco et offre de belles vues sur le Golden Gate Bridge, Angel Island, Alcatraz et le comté de Marin. Le Marina boulevard, avec ses maisons de l'entre-deux-guerres, longe Marina Green au sud. Le siège du St. Francis Yacht Club et du Golden Gate Yacht Club s'y trouvent. Le site a été aménagé à l'époque de la Panama-Pacific International Exposition. Actuellement, c'est le San Francisco Parks and Recreation Department qui gère le Marina Green.